# 戸田恵子
戸田 恵子（とだ けいこ、1957年〈昭和32年〉9月12日 - ）は、日本の女優、声優、ナレーター、歌手、タレント。旧芸名、あゆ 朱美（あゆ あけみ）。愛知県名古屋市出身。ルックアップ所属。

## 経歴

### 生い立ち
名古屋市立八王子中学校、駒沢学園女子高等学校卒業。
青二プロダクション、グランパパプロダクションを経てルックアップ所属。
母親の勧めで小学校5年生からNHK名古屋放送児童劇団に在籍し、『中学生群像』で子役出演。歌が好きでフジテレビ『日清ちびっこのどじまん』の東海地区チャンピオンになったこともある。

### 歌手デビュー後に劇団女優へ
アマチュアのフォークバンドのボーカルをしていたが、地元テレビ局のプロデューサーに出会ってスカウトされて、1974年に上京し、16歳の時にあゆ朱美の芸名でアイドル演歌歌手としてデビュー。当時のキャッチフレーズは「フレッシュな現代っ子」であった。しかし歌手としては成功せず、リポーターなどをしていた。
ある番組で一緒になった野沢那智から声を掛けられた。2005年のインタビューでは「（当時は）バラドルみたいな状態。仕事はありましたが結果は伴っておらず将来は不安だった」という趣旨の発言をしている。当時は気球からのリポート撮影で墜落事故にあったこともある。さだまさしの『ひとり占い』（グレープ時代の作品）をレコードで発売したが、全く売れなかった。
その後、所属プロダクションが解散したこともあり、1977年、19歳の時に野沢主宰の「劇団薔薇座」へ研究生として入団。本格的に演技の勉強を始め、ミュージカル『ザ・ミュージックマン』で葦原英了賞、主演した『スイートチャリティ』で文化庁芸術祭賞（演劇部門）を受賞し、劇団の看板女優として活躍した。初舞台は『セレブレイション』となる。
1989年に退団後、同年に舞台『渾・身・愛』で第24回紀伊國屋演劇賞個人賞を受賞。薔薇座時代の愛称は「グリコ」で、現在も声優仲間からこう呼ばれることが多い。この「グリコ」の由来は、薔薇座入団当初の彼女の「イガグリ頭」から付けられたもので、菓子のグリコとは関係はない。その他の愛称は「姉さん」。

### 声優業へ
当時の劇団員は生活のためにアルバイトをしており、野沢が「どうせなら同じようにしゃべる仕事で稼げたらいいじゃないか」と声優の仕事を紹介してもらって、1979年に実写版『眠れる森の美女』のオーロラ姫役で声優デビュー。アニメ作品は、『無敵鋼人ダイターン3』がデビュー作である。続けて出演した『機動戦士ガンダム』のキャラクター・マチルダ・アジャン役で有名になる。
当初は職業としての声優の仕事に興味があったというわけではなく、生活のために足を踏み入れたという感じであった。それまでは子役時代から演じる仕事を続けていたが、「画面に合わせてしゃべる」というのが初めての経験だったため、戸惑っていた。当時はアニメのほうが難しく、芝居にしても研究生という立場で経験不足で、画面に合わせてセリフを言うということすらできなかった。アニメの劇中の中で、どんな気持ちでセリフを言えばいいのか、イマジネーションが湧かず、二度目の仕事のあと、すぐ事務所に「向いてないと思う」と伝えていたほど大変だった。同時に「息づかいなど普段だったら発しない声も出さなくてはいけない」というのも大変だった。それまでは、当たり前にテレビでアニメを観たりすることはあっても、アニメファンだったわけでもないため、慣れるだけでも大変だった。とにかくつらかったその時期を乗り越えられたのは、自分を支えてくれた人物たちや一緒に仕事をしていた周囲のために、「とにかく何とかしようと我慢し続けたからだ」と語り、「具体的にどんなトレーニングをした」といったそういうことはほとんどなかったように思った。アニメの難しいところは、キャラクターが生身の人間ではないところだった。どんな気持ちで、どんなふうにしゃべっているのかも最初はイメージしづらく、口の動きにセリフを合わせるのもアニメのほうが難しく、この「相手が生身かそうでないか」というのは、大きな壁だったと語る。
当初は『伝説巨神イデオン』『子鹿物語』など歌手としての色彩が強い出演作品が多かったが、次第に本格的な声優業にも進出。『キャッツ♥アイ』の来生瞳役、『ゲゲゲの鬼太郎（第3作）』の鬼太郎役、『きかんしゃトーマス』（フジテレビ放送シリーズ）のトーマス役、『それいけ!アンパンマン』のアンパンマン役として名を馳せる。
レギュラーを持ち、演じていくうちに、面白さもわかるようになっていき、最初のうちはキャラに合わせてしゃべっているだけだったが、しだいにセリフに合わせて自分らしい感情が出るようになったという。
洋画吹き替えでは、ジュリア・ロバーツ、ジョディ・フォスター、シガニー・ウィーバー、ジリアン・アンダーソン（『Xファイル』のスカリー捜査官）などを務める。弥永和子、高島雅羅、一城みゆ希、幸田直子と並び、ジェイミー・リー・カーティスとシガニー・ウィーバー両者の吹き替えを経験した数少ない人物。
その他の代表作には「トイ・ストーリーシリーズ」（ボー・ピープ）や「カーズシリーズ」（サリー・カレラ）などがある。

### 二度の離婚
『機動戦士ガンダム』での共演をきっかけに池田秀一と結婚したが、短期間で離婚。「ジオン軍と連邦軍の結婚は上手くいかなかった」とコメントを残している。
1990年に俳優の井上純一と2度目の結婚をしたが、2006年12月に離婚。これは世間にはほとんど知られず、2007年6月頃に女性週刊誌にて初めて発覚した。なお、井上とは離婚後も仲が良いとの噂があったが、離婚後は井上の親の葬儀以外では一切会っていないと強く否定している。

### 本格的に女優デビュー
1994年、『毎日が夏休み』で女優として本格的デビュー。
1997年には三谷幸喜脚本作品の『総理と呼ばないで』で連続ドラマデビューも果たした。
以後、『ラヂオの時間』や（日本アカデミー賞優秀助演女優賞も受賞）『HR』等の三谷作品に多く登場したり、『ショムニ』『ちゅらさん』といったヒット作にも助演して名バイプレーヤーとして活躍。
舞台では『オケピ!』『なにわバタフライ』、薔薇座時代の同僚・岸野幸正率いる「劇団岸野組」の公演等に主演している。2006年『歌わせたい男たち』で第13回読売演劇大賞最優秀女優賞を受賞した。
2007年、50歳を記念し歌謡曲歌手として本格的に再デビュー。あゆ朱美時代に所属していた古巣のビクターエンタテインメントより9月5日にアルバム『アクトレス』をリリースし、12月19日には中村中が楽曲提供した「強がり」をシングルカットしてリリース。中村からは恵さんという愛称で呼ばれている。2008年にNHKみんなのうた「昆虫ニンジャ」が4月23日にリリースされた。
2012年、第六回声優アワード「高橋和枝賞」を受賞。
2013年4月13日には出身地である愛知県より「LOVEあいちサポーターズ あいち広報大使」の委嘱を受けた。
2014年、第八回声優アワード「特別賞」を受賞。
2015年時点では女優としての活動に軸を移しており、アニメ声優としての活動はほぼ『アンパンマン』のみにとどまっているが、吹き替えではドラマシリーズや過去の映画の追加収録を行っている。2019年以降は『アンパンマン』以外のアニメ出演も再開しており、単発の出演が中心だが、『ヒーリングっど♥プリキュア』（プリキュアシリーズへの出演は同作が初）、『うる星やつら (2022年版)』など、準レギュラーとして出演する作品もある。
歌手としての活動は少なくなったものの、2020年にはももいろ歌合戦（BS日テレ・ニッポン放送・AbemaTV）へ初出場。

## 人物
- 多くの芸能人、声優仲間と交流があり、名古屋の児童劇団時代からの腐れ縁で『それいけ!アンパンマン』『トイ・ストーリーシリーズ』で共演した三ツ矢雄二を愛称の「ゆうこりん」と呼び、三ツ矢が「伯母」、戸田が「姪」で実の親族の様な間柄だと語っている。三ツ矢と一緒にデビュー作で共演した竹下景子とも50年来の旧友で「景子姉さん」と呼んで実姉のように慕っており、2人とは名古屋時代からの幼なじみで『SMAP×SMAP』などのバラエティー番組にも一緒に出演するなど現在まで仲良しの間柄という。
- 後輩の山寺宏一もアニメ・人形劇・テレビドラマ等を通じ共演が多く、仲良しの一人である。
- 深浦加奈子とは互いに舞台女優出身で共演前からの古い親友で、彼女が亡くなる2日前にも見舞いに訪れており、深浦の逝去後には悲しみから一時ブログを休止した。
- 西城秀樹とはあゆ朱美時代からの長い交流があり、30代に入ると前夫の井上と一緒に国内外の旅行へ一緒に行くなど西城が亡くなるまで家族ぐるみの付き合いがあった。
- 藤田淑子とは実の姉妹のように公私共に仲が良かった。坂本千夏も藤田と共演した『キャッツ♥アイ』の三姉妹のように長年に渡り姉妹のような関係である[要出典]。
- 趣味は演劇鑑賞で、主にブロードウェイのミュージカルを（多い時は毎月数回）鑑賞している。愛車の黒いポルシェで気晴らしのドライブをするのも好きだが、安全運転で高速道路の合流地点に入ってもなかなか本線に入れず、車が前にいるだけで高速道路が自然渋滞するという。東名高速の海老名SAまで行った[35][出典無効]。
- 脚本家の三谷幸喜は駆け出しの頃から戸田のファンで、度々舞台の楽屋へ花束を届ける程だった。初の連続テレビドラマ『総理と呼ばないで』を直接オファーしたのも三谷だが、当初の戸田は当時39歳という年齢から固辞した。しかし諦めない三谷は「あなたをよく知っている自分が脚本を書くから、何も心配しないでくれ」と言い、熱意を受け出演を承諾した。
- 多彩な役柄をこなすため若手女優が目標とする女優に選ばれることも多く、三谷とはテレビドラマ『サザエさん』で伊佐坂夫婦としても共演した。また2000年代後半以降は司会業もこなし、歌手活動も再開した。
- 歌手時代の同期にテレサ・テンがおり、互いに新人だった事から、よく一緒に歌番組に出演していた。
- 『伝説巨神イデオン』のエンディング曲「コスモスに君と」を手がけた作曲家のすぎやまこういちは、歌手としての戸田を「ただ歌手じゃなくて音楽家としてのね、素晴らしいものを持ってると思います」と高く評価している[36]。
- 中学生の頃から貴ノ花利彰が好きで、相撲の雑誌をよく買っていた[9]。それ付いていたポスター等を部屋にペタペタ貼っていた[9]。生徒手帳には取り組みと勝敗が書いており、実際に会って、ちょうど話して、サインをくれた[9]。名古屋場所を見に行ったりしており、ファンレターも2回ぐらい書いていた[9]。その後はサめてしまったという[9]。
- 特技は歌、ダンス、茶道[37]、華道[5]　ピアノ、詩吟、水泳[12]、名古屋弁[5]。趣味はグッズプロデュース[37]。
- 水泳については、中学時代、100m自由形の選手であったくらいの腕前であった[12]。初めての水泳大会で100mを泳いでいたが、50mをターンしてからの75mまでのあたり、苦しかったという[38]。
- 野球を見ることも趣味にしており、読売ジャイアンツのファンである[9]。
- 一人っ子である[39]。

### 声優として
- アイドルから声優へ転身し、成功した先駆けと称され、小山茉美や潘恵子と並ぶ人気で多く共演した（なお当時アテレコ時は、眼鏡姿が多かった）。声優としてキャラクターの声をあてる際は、アンパンマンだと丸い顔からある程度優しい声というように、第一印象を大事にしている[注 3]。
- 声優でのデビュー作は1979年の『眠れる森の美女』（オーロラ姫役）だが、本人は「セリフがほとんどなく、だから新人でも大丈夫だと判断されたのでは?」という主旨の発言をしている。ほぼ同時期に、『ベルサイユのばら』にも役名なしで何話か出演した（師・野沢那智がフェルゼン役で主演）。
- アニメで声を収録する際はあまり考えずインスピレーションを大切にしているといい、キャラクターの動きを見て自然と出たものを信じるようにしているという。声色よりもシチュエーションを大事にしており、どういう声を出すかよりもいかに状況に応じて起伏を豊かに出せるか、シチュエーションの中での声にこだわっているという[40]。
- スーパーロボット大戦シリーズでは戸田が担当したキャラクターが出演しているが、『宇宙戦士バルディオス』のキャローザ・アフロディアは永田亮子、『太陽の使者 鉄人28号』のグーラは斎賀みつきが代役を担当している。
- 富野由悠季監督の『機動戦士ガンダム』では、好評を得た挿入歌「いまはおやすみ」[41][42]を、『伝説巨神イデオン』ではエンディング曲「コスモスに君と」を歌い、後者はアルバム『アクトレス』（2007年発売）にもボーナストラックとして収録された。またカララ・アジバのデザインは戸田本人がモデルである。『機動戦士ガンダム』のマチルダは忘れられない役になりそうで、いいことづくめだった(ファンレターが何百通と届き、バレンタインにはチョコがドカッと贈られた)と述べている[41][42]。
- 俳優としてテレビドラマ『電車男』に主人公・剛司の母役で出演した際は劇中最後まで姿を現さず、最終回で主人公の所有するマチルダのフィギュアと共に登場。「そこの剛司、早く座りなさい」「生意気ね」といったマチルダを模したセリフを言った。
- 前述した通り、1985年10月12日から1988年2月6日まで放送された『ゲゲゲの鬼太郎（第3作）』では主役である鬼太郎役を演じた[43]。また、2008年12月20日に公開された映画『劇場版 ゲゲゲの鬼太郎 日本爆裂!!』の同時公開の「ゲゲゲまつりだ!!五大鬼太郎」で鬼太郎を演じた[44]。2018年放送のTVCM「宝くじ ビンゴ5」でも鬼太郎役を務めている[45]。第1作・第2作で鬼太郎を演じた野沢雅子を尊敬しており、役に抜擢された際は驚いたといい、プレッシャーもあったが「マコさんの鬼太郎に追いつこうとは決して思わない、同じように演じることなんてできるわけない」と開き直れたという。また第3作から目玉おやじ以外のキャストが一新されたため、「新しいキャストの私たちがこの作品にトライすることで新しい『ゲゲゲの鬼太郎』を新しい世代の人たちに見ていただけるんじゃないか」と役を受ける気持ちを後押ししてくれたという[40]。当時は男の子役が少なかったため、妖怪というより男の子をどう演じられるのかを意識していた[40]。
- ドラマ・舞台・声優など、どれが一番好き、ということは考えておらず全部が役者の仕事だと考えているという。「どれも好きな仕事でどれ一つ欠けてもいけないんじゃないかって思います」と語っている[40]。
- 2006年時点ではそれまでで印象に残った作品に『伊勢湾台風物語』での少年役を上げている[40]。

#### アンパンマンについて
戸田によると当初はアンパンマン役へのオーディションには参加していなかったが、アンパンマン役の選考が難航してしまい、原作者のやなせたかしにデモテープを渡し、選考させたところ、戸田が選ばれたという。戸田はアンパンマン役が決まった際、絵本が原作だったことから各家庭毎に声のイメージが異なると考えたことやアンパンがどんな声を出すかわからなかったために困惑してしまったといい、原作者のやなせからもアンパンマンについて「世界一弱いヒーローです」と語るのみで演技に関しての注文は一切受けなかったことで、現場で出た声をそのまま出し続けていたという。
アンパンマンのレギュラー陣とは旅行に行くほどの仲であり、原作者のやなせも第1回の収録現場に来訪して以降長らく親交があったが、2013年にやなせが他界。やなせの訃報でショックを受けた戸田は「もうやれない」と落ち込み降板も考えたが、翌年の正月に仙台アンパンマンこどもミュージアムに行った際に子どもたちがアンパンマンを応援している様子を見て、アンパンマン役を続けることが使命だと考えを改め、やなせを偲ぶ会に出席した際には「1本でも多く続けていきたい」と決意を語っている。
戸田はアンパンマンという番組について、「うまくいったら『100年続く番組』と言ってるんですね。何も変わらない、偉大なるマンネリです。ずっとこれを通しています」と語っている。

#### トーマスについて
『きかんしゃトーマス』では、1990年から2007年まで日本語吹替版でトーマス役を担当していた。戸田はトーマスの宣材写真を見た第一印象は「怖いキャラ」だったというが、作品については色々な性格の機関車が登場することについては良く出来ていると評していた。2008年以降は放送局の変更によりキャスティングが一新されたことに伴い降板（トーマス役の後任は比嘉久美子）したが、イベントでトーマスの声を披露することもある。

#### 『まれ』について
これまで役者として参加していた『連続テレビ小説』に、語りとしてのオファーが来た時は「何故私が?」と言うほどであった。連続テレビ小説は国民的なドラマであり、語りを担当した方々は錚々たる人達が担ってきているのでプレッシャーでもあり、光栄であると語っている。戸田への依頼理由と趣向は「主人公・希のお守りである『魔女姫人形』が優しく語りだす。戸田さんなら人形に人格を与えてくれると思う理由でスタッフの全員一致で決定した」とのことである。この話に戸田自身は「これは方向性が違い、難解」と思った。例を挙げると『ブラタモリ』なら自分を残しつつタモリを追う。アニメや吹き替えの場合は、キャラや人物に合わせて演技をする。しかし「魔女姫人形」は動かない、喋らないため、語りを軸に動かないものを演じることは、自身にとって難解であるが挑戦であると述べていた。

## 出演（女優）

### テレビドラマ
- 中学生日記シリーズ（NHK名古屋）
  - 中学生群像（1969年）
  - 中学生日記（1973年 - 1974年） - 歌手 戸田恵子 役（ゲスト出演）
  - 中学生日記「最終回スペシャル」（2012年） - 嶋彩子 役
- 連続テレビ小説（NHK総合）
  - チョッちゃん（1987年） - 山野鈴 役
  - ちゅらさん（2001年） - 下柳聡子 役
  - 純情きらり（2006年） - 松井かね 役
  - まれ（2015年） - ナレーション（魔女姫）
  - なつぞら（2019年） - 煙カスミ 役
  - あんぱん（2025年） - 薪鉄子 役[56]
- 帰っていいのよ、今夜も（1988年、TBS）
- 総理と呼ばないで（1997年、フジテレビ） - 官邸事務所秘書係主任 役
- こんな恋のはなし（1997年、フジテレビ）
- 太陽がいっぱい（1998年、フジテレビ） - 青木麗子 役
- ショムニシリーズ（1998年、2000年、2002年、2003年sp、2013年、フジテレビ） - 徳永あずさ 役[57]
- 世界で一番パパが好き（1998年、フジテレビ） - 小杉峰子 役
- 金曜エンタテイメント「お気らく主婦の大冒険」シリーズ（1998年 - 2002年、フジテレビ） - 桂木桔梗 役
- 古畑任三郎 vs SMAP（1999年、フジテレビ） - 前田 役
- お水の花道→新・お水の花道（1999年、 2001年、フジテレビ） - 港乃よおこ 役
- 傷だらけの女（1999年、フジテレビ） - 松坂芳江 役
- 天国のKiss（1999年、テレビ朝日） - 御手洗晴子 役
- 平成夫婦茶碗（2000年、日本テレビ） - 成田咲子 役
- スタイル!（2000年、テレビ朝日） - 倉田小夜子 役
- 世にも奇妙な物語 秋の特別編「よう！鈴木」（2000年、フジテレビ） - 長宗我部皐月 役
- HERO（2001年、フジテレビ） - 森脇加奈子 役
- こちら第三社会部（2001年、TBS） - 韮崎美佐枝 役
- スタアの恋（2001年、フジテレビ） - 芸能プロダクション社長・瀧川翠 役
- 藤沢周平の人情しぐれ町（2002年、NHK総合） - おたつ 役
- 天才柳沢教授の生活（2002年、フジテレビ） - 山口奈津子 役
- HR（エイチアール）（2002年 - 2003年、フジテレビ） - 宇部恵子 役
- 月曜ミステリー劇場「棟居刑事2・高層の死角」（2003年4月21日、TBS） - 江上雅衣 役
- あした天気になあれ。（2003年、日本テレビ） - 大島真理恵 役
- 太閤記 サルと呼ばれた男（2003年、フジテレビ） - なか 役
- 土曜ワイド劇場（テレビ朝日）
  - ひまわり〜桶川女子大生ストーカー殺人事件〜（2003年） - 猪野京子 役
  - おかしな刑事（2007年） - 姉小路秀子 役
  - 監察官・羽生宗一（2014年5月10日） - 戸川良子
  - ドクター彦次郎（2015年10月3日） - 内倉享子 役
- 春のドラマスペシャル 女達の罪と罰（2004年4月6日、フジテレビ） - 中山一子 役
- 愛情イッポン!（2004年、日本テレビ） - 住川笑美子 役
- 大河ドラマ 新選組!（2004年、NHK総合） - お登勢 役
- 徳川綱吉 イヌと呼ばれた男（2004年、フジテレビ） - 桂昌院 役
- 異議あり!女弁護士大岡法江（2004年、テレビ朝日） - 外園律子 役
- 探偵 左文字進（2004年 - 2013年、TBS） - 麻生史子 役
- たったひとつのたからもの（2004年、日本テレビ） - 吉岡博美 役
- 火曜サスペンス劇場「うさぎと亀〜川の流れのように〜」（2004年、日本テレビ）
- 離婚弁護士II（2005年、フジテレビ） - 小向つや子 役
- 電車男（2005年、フジテレビ） - 電車男の母 役
- 相棒 season4 最終話（2006年、テレビ朝日） - 磯村茜 役
- 地球ゴージャスな夜（2006年、日本テレビ） - さやか 役
- ダンドリ。〜Dance☆Drill〜（2006年、フジテレビ） - 相川ふさ江 役
- 土曜プレミアム 秋のヒューマンミステリー第2夜「死亡推定時刻」（2006年、フジテレビ） - 持田とき子 役
- たった一度の雪 〜SAPPORO・1972年〜（2007年、北海道放送製作、TBS系） - 下村千穂 役
- 水曜ミステリー9（テレビ東京）
  - スペシャル企画「黒い骨」（2007年）
  - 鉄道警察官・清村公三郎7（2011年10月5日） - 藤倉矢津子 役
  - 刑事・ガサ姫〜特命・家宅捜索班〜（2012年8月1日 - 2014年6月11日） - 主演・姫野瑶子 役
- 24時間テレビスペシャルドラマ 君がくれた夏 〜がんばれば、幸せになれるよ〜（2007年8月18日、日本テレビ） - 看護婦長 役
- バンビ〜ノ!（2007年、日本テレビ） - 野上京子 役
- 鹿男あをによし（2008年、フジテレビ） - 鼠の声 役
- 月曜ゴールデン（TBS）
  - シリーズ激動の昭和・3月10日東京大空襲/語られなかった33枚の真実（2008年3月10日） - ナレーション
  - 船上パーサー・氷室夏子 豪華フェリー殺人事件（2012年8月6日） - 主演・氷室夏子 役
  - 京都殺人授業 第一講座 雨の中の義経（2013年2月18日） - 早川南 役
  - 特別企画 SRO〜警視庁広域捜査専任特別調査室〜（2013年12月9日） - 近藤房子 役
  - 特別企画「全盲の僕が弁護士になった理由 〜実話に基づく感動サスペンス!〜」（2014年12月1日） - 田辺美智代 役
  - 女流ミステリー作家 薬師寺叡子 京都殺人ダイアリー（2015年2月9日） - 神取琴子 役
  - 刑事シュート しゅうと&ムコの事件日誌5（2015年3月2日） - 吉本明美 役
- 太陽と海の教室（2008年、フジテレビ） - 長谷部杏花 役
- 恋のから騒ぎ 〜Love StoriesV〜「電報を打つ女」（2008年10月10日、日本テレビ）
- ギラギラ（2008年、テレビ朝日） - 朝岡美砂 役
- ありふれた奇跡（2009年1月 - 3月、フジテレビ） - 中城桂 役
- MR.BRAIN 第1話（2009年5月23日、TBS）
- ママは昔パパだった（2009年、WOWOW） - 主演・小谷仁美 役
- 水曜シアター9「懸賞金〜目撃証言に三千万円を賭けた女〜」（2010年3月3日、テレビ東京） - 中村真由美 役
- わが家の歴史（2010年4月10日、フジテレビ） - 笠置シヅ子 役
- いぬのおまわりさん（2010年7月4日、毎日放送製作、TBS系） - 大久保久子 役
- 観月ありさ版サザエさん（フジテレビ） - 伊佐坂軽 役
  - サザエさん2（2010年8月8日）
  - サザエさん3（2011年1月2日）
- 桂ちづる診察日録（2010年9月4日、NHK総合） - おたつ 役
- おかげ様で!（2010年9月18日、CBCテレビ） - 仲村遥 役
- 外科医 須磨久善（2010年9月5日、テレビ朝日） - 伊藤芳江 役
- ザ・ミュージックショウ（2011年1月2日、日本テレビ） - 遠山景子 役
- 美咲ナンバーワン!!（2011年1月 - 3月、日本テレビ） - 鶴橋静江 役
- 生まれる。（2011年4月 - 6月、TBS） - 国木美和 役
- HUNTER〜その女たち、賞金稼ぎ〜（2011年10月 - 12月、関西テレビ製作、フジテレビ系） - 鈴木真知子 役
- 蝶々さん（2011年11月19日・26日、NHK総合） - マツ 役
- 特別ドキュメンタリードラマ「3.11 その日、石巻で何が起きたのか〜6枚の壁新聞」（2012年3月6日、日本テレビ） - 主演・平井美智子 役
- SPEC〜翔〜（2012年4月1日、TBS） - 御前会議のメンバー 役
- 3夜連続スペシャルドラマ「ブラックボード〜時代と戦った教師たち〜」 第3夜（2012年4月7日、TBS） - 大宮今日子 役
- 新・おみやさん 第9シリーズ（2012年4月12日 - 2012年6月14日・2014年1月3日、テレビ朝日） - 緑川みどり 役
- 金曜プレステージ（フジテレビ）
  - 特別企画「悪党」（2012年11月30日） - 染谷伸子 役
  - 医療捜査官 財前一二三5（2014年6月6日） - 大倉かなえ 役
- テレビ朝日開局55周年記念番組「オリンピックの身代金」（2013年11月30日・12月1日、テレビ朝日） - 千代 役
- 金曜ロードSHOW!特別ドラマ企画「最高のおもてなし」（2014年2月28日、日本テレビ） - 勝又 役
- 花咲舞が黙ってない 第4話（2014年5月7日、日本テレビ） - 中村京子 役
- ブラック・プレジデント 第10話（2014年6月10日、関西テレビ製作、フジテレビ系） - 秋山彩子 役
- 55歳からのハローライフ 第1話（2014年6月14日、NHK総合） - 富裕凪子 役
- ラスト・ドクター〜監察医アキタの検死報告〜（2014年7月 - 9月、テレビ東京） - 山下美恵子 役
- スペシャルドラマ「アウトバーン マル暴の女刑事・八神瑛子」（2014年8月9日、フジテレビ） - 能代京子 役
- 5→9〜私に恋したお坊さん〜（2015年10月 - 12月、フジテレビ） - 桜庭恵子 役
- 水族館ガール（2016年6月 - 7月、NHK総合） - 嶋香子 役
- 女たちの特捜最前線 第3話（2016年8月4日、テレビ朝日） - 乙川姫子 役
- 幕末グルメ ブシメシ!（2017年1月 - 2月、NHK BSプレミアム） - お千代の方 役
- 探偵・日暮旅人 第1話（2017年1月22日） - 鶴田亀吉の母 役
- 遺留捜査（テレビ朝日） - 佐倉路花 役
  - 第4シリーズ（2017年7月13日 - 9月14日）
  - 第5シリーズ（2018年7月12日 - 9月13日）
  - 第6シリーズ（2021年1月14日 - 3月18日）
  - 第7シリーズ（2022年7月14日 - 9月15日）[58]
  - スペシャル（2023年9月21日）[59]
- 日曜ワイド「管理官 明石美和子 十四番目に来た女」（2018年3月4日、テレビ朝日） - 明石美和子 役
- 僕らは奇跡でできている（2018年10月 - 12月、関西テレビ制作・フジテレビ系） - 山田妙子 役[60]
- 危険なビーナス（2020年10月11日 - 12月13日、TBS） - 矢神波恵 役[61]
- しずかちゃんとパパ（2022年3月13日 - 5月1日、NHK BSプレミアム） - 篠崎幸江 役
- 悪女について（2023年3月13日、NHK BS4K） - 鈴木タネ 役[62]
- ながたんと青と-いちかの料理帖-（2023年3月24日 - 5月26日、WOWOW） - 丸川町子 役[63]
- うちの弁護士は手がかかる（2023年10月13日 - 12月22日、フジテレビ） - 香澄今日子 役[64][65]
- はれのひ シンデレラ ウェディングドレスを日本へ! ある女性の挑戦（2024年2月24日、読売テレビ・日本テレビ） - 岸田美輪子 役[66]
- わが家は楽し（2025年3月13日、TBS） - 平山史枝 役[67]

### 配信ドラマ
- 舞妓さんちのまかないさん（2023年1月12日、Netflix） - 櫻井君江 役[68]
- うちの弁護士は手がかかる #0（2023年10月13日 - 、FOD） - 香澄今日子 役[69]
- ゲート・オン・ザ・ホライズン～GOTH～（2025年4月18日 - 、FOD） - オババ 役[70]

### 映画
- 毎日が夏休み（1994年6月）
- ラヂオの時間（1997年11月）（日本アカデミー賞優秀助演女優賞） - 千本のっこ 役
- GTO（1999年12月） - 三田園早苗 役
- 世にも奇妙な物語 映画の特別編（2000年11月） - りく 役
- みんなのいえ（2001年6月） - バーの客 役
- クイール（2004年3月）
- NIN×NIN 忍者ハットリくん THE MOVIE（2004年8月） - 三葉妙子 役
- いぬのえいが（2005年3月） - 林麗子 役
- THE 有頂天ホテル（2006年1月） - 矢部登紀子 役
- 天使の卵-エンジェルス・エッグ（2006年10月） - 一本槍幸恵 役
- ワルボロ（2007年9月） - コーちゃんの母親（板谷美智子） 役
- 母べえ（2008年1月） - 野上照美（大人）役
- 花影（2008年3月）
- ザ・マジックアワー（2008年6月） - マダム蘭子 役
- トロと旅するTHE MOVIE（2009年4月） - 本人 役
- 60歳のラブレター（2009年5月） - 長谷部麗子 役
- 劇場版TRICK 霊能力者バトルロイヤル（2010年5月） - 相沢天海 役
- 白夜行（2011年1月） - 桐原弥生子 役
- 洋菓子店コアンドル（2011年2月）
- はやぶさ/HAYABUSA（2011年10月） - ニュースキャスター 役（声のみ出演）
- ステキな金縛り（2011年10月） - 旅館の女将 役
- 幸運の壺 Good Fortune（2012年2月） - 上野しのぶ 役
- 劇場版 SPEC〜天〜（2012年4月） - 御前会議のメンバー 役
- さよならドビュッシー（2013年1月） - 桃山校長 役
- 二流小説家 シリアリスト（2013年6月） - 鏑木裕子 役
- 清須会議（2013年11月） - なか 役
- 恋とオンチの方程式（2014年） - 栗田徹子 役
- 悼む人（2015年2月） - 比田雅恵 役
- 騒音（2015年5月、スールキートス）[71]
- 笑う招き猫（2017年4月） - 高城美子 役
- グッドバイ〜嘘からはじまる人生喜劇〜（2020年2月）
- 星屑の町（2020年3月、東映ビデオ） - キティ岩城 役
- 花束みたいな恋をした（2021年1月、東京テアトル） - 八谷早智子 役
- その声のあなたへ（2022年9月30日）[72]
- 女子大小路の名探偵（2023年10月）[73]
- 新米記者トロッ子 私がやらねば誰がやる!（2024年8月9日、東映ビデオ/SPOTTED PRODUCTION） - 前島勝美 役[74]

### 舞台
- 踊れ艦隊のレディたち
- ローマで起こった奇妙な出来事（1980年）
- 飛べ!京浜ドラキュラ（シェル役、演出：野沢那智、製作：シアターアプル、81プロデュース、1982年）
- ザ・ミュージックマン（1985年10月4日 - 31日、博品館劇場） - マリアン・パルー 役
- スイート・チャリティー（1988年） - 主演・チャリティ・ホープ・ヴァレンタイン 役
- クインテット（地球ゴージャス）
- オケピ!（2000年6月6日 - 7月9日、青山劇場／7月14日 - 30日、大阪厚生年金会館 芸術ホール） - ヴァイオリン ハチコ 役
- まだ見ぬしあわせ（岸野組）
- You Are The Top〜今宵の君（三谷幸喜）
- なにわバタフライ（主演）（三谷幸喜）
- 二兎社 第32回公演「歌わせたい男たち」（2005年10月8日 - 11月13日、ベニサイ・ピット） - 主演・仲ミチル 役[注 5]
  - 二兎社 第34回公演「歌わせたい男たち」再演（2008年2月29日 - 3月23日、紀伊國屋ホール） - 主演・仲ミチル 役
- 地球ゴージャス VOL.8「HUMANITY THE MUSICAL 〜モモタロウと愉快な仲間たち〜」
- 小堺一機&戸田恵子LIVE 不定期ライブマン・コミック君!!（2005年、2006年）
- 星屑の会
  - 「星屑の町〜東京砂漠篇」（主演）（2006年9月14日 - 24日、本多劇場／9月28日 - 10月1日、シアター1010）
  - 「星屑の町〜完結篇」（2016年2月　本多劇場）
  - 演劇リハビリ公演「『王将』〜2026年『星屑の町〜忘却篇』に向けて」（2022年3月13日 - 20日、小劇場B1）[75]

- ザ・ヒットパレード〜ショウと私を愛した夫〜（2007年） - 主演・渡辺美佐 役
- 恐れを知らぬ川上音二郎一座（2007年11月7日 - 12月30日、シアタークリエ） - 助川タエ 役
- 橋を渡ったら泣け（2007年）
- 伊東四朗一座 〜帰ってきた座長奮闘公演〜 喜劇 俺たちに品格はない（2008年）
- グッドナイト スリイプタイト（2008年11月18日 - 12月28日、東京公演／2009年1月6日 - 20日、大阪公演）
- 嵐が丘（2015年5月、日生劇場） - 家政婦ネリー 役
- ミュージカル「わがまま」（2016年4月、世田谷パブリックシアター）[76]
- 虹のかけら〜もう一人のジュディ（2019年10月28日、プレビュー公演；志木市民会館 パルシティ／12月3日・4日、サンケイホールブリーゼ／12月19日 - 25日、スパイラルホール他 全国20都市でツアー公演） - 主演・ジュディ・ガーランド 役[77][78]
- 名古屋をどりNEO傾奇者（第74回 名古屋をどり）（2023年10月15日 - 16日、名古屋市公会堂） - 後の小さん（リーディング）
- エリザベス・アーデンvs.ヘレナ・ルビンスタイン -WARPAINT-（2023年5月7日 - 17日、日生劇場／5月27日 - 29日、森ノ宮ピロティホール／6月2日 - 4日、御園座／6月8日 - 13日、京都劇場） - ヘレナ・ルビンスタイン 役 [79]
- ハロルドとモード（2023年9月28日 - 10月12日、EX THEATER ROPPONGI）[80]
- BREAK FREE STARS（2023年10月23日 - 11月5日、IHIステージアラウンド東京）[81]
- ミュージカル「20世紀号に乗って」（2024年3月12日 - 31日、東急シアターオーブ／4月5日 - 10日、オリックス劇場） - レティシア・プリムローズ 役[82]
- 裸足で散歩（2024年9月下旬 - 11月、東京・大阪・茨城・神奈川・静岡・北海道・愛知・香川 他） - バンクス夫人 役[83]

## 出演（声優）
太字はメインキャラクター。

### テレビアニメ
1978年
- 無敵鋼人ダイターン3（1978年 - 1979年、ドイル）

1979年
- 機動戦士ガンダム（マチルダ・アジャン）
- ベルサイユのばら（1979年 - 1980年）

1980年
- 太陽の使者 鉄人28号（グーラ）
- 伝説巨神イデオン（1980年 - 1981年、カララ・アジバ）
- 二十四の瞳（香川マスノ）
- ニルスのふしぎな旅（妻）
- 燃えろアーサー 白馬の王子（ギル）

1981年
- おはよう!スパンク
- 新竹取物語 1000年女王（1981年 - 1982年、雨森始）
- 新・ど根性ガエル（1981年 - 1982年、よしこ先生）

1982年
- おちゃめ神物語コロコロポロン（ピロン）
- 科学救助隊テクノボイジャー（マーサ）
- 銀河旋風ブライガー（リーター）
- 新みつばちマーヤの冒険（マウシィ）
- パタリロ!（ジャダ、ザカーリ、ヨハン）

1983年
- キャッツ♥アイ（1983年 - 1985年、来生瞳） - 2シリーズ
- 銀河疾風サスライガー（ジュディ）
- 子鹿物語（フォダウィング）
- スペースコブラ
- 特装機兵ドルバック（アロマ）
- 未来警察ウラシマン（キャロル）

1984年
- ガラスの仮面（青木麗）
- ふしぎなコアラブリンキー（ブリンキー）

1985年
- 蒼き流星SPTレイズナー（1985年 - 1986年、エリザベス・クレブリー）
- ゲゲゲの鬼太郎（第3作）（1985年 - 1988年、鬼太郎、ニセ鬼太郎）
- 北斗の拳（ベラ）
- 超獣機神ダンクーガ（ジョン・ダイクストラ）
- ダーティペア（ファンゴリア）

1986年
- 青春アニメ全集（フミコ、ろおれんぞ）

1987年
- エスパー魔美（頑太）
- きまぐれオレンジ☆ロード（ユカリ）
- シティーハンター（由美子）
- ハイスクール!奇面組（エルザ）
- 火の鳥 宇宙編（ナナ）

1988年
- それいけ!アンパンマン（1988年 - 、アンパンマン、たんこぶまん、桜ういろう〈2代目〉）

1990年
- それいけ!アンパンマン みなみの海をすくえ!（アンパンマン）

1991年
- おにいさまへ…（折原薫）
- ルパン三世 ナポレオンの辞書を奪え（千恵子）

1996年
- シティーハンター ザ・シークレット・サービス（ローザ）

1999年
- ルパン三世 愛のダ・カーポ〜FUJIKO'S Unlucky Days〜（ロザリア）

2003年
- 京極夏彦 巷説百物語（龍田）

2010年
- サザエさん（2010年 - 2020年、長谷川町子）

2019年
- ワンパンマン（ナレーター）

2020年
- ヒーリングっど♥プリキュア（2020年 - 2021年、テアティーヌ）

2021年
- ドラゴンクエスト ダイの大冒険 (2020)（竜水晶、マザードラゴン）

2022年
- うる星やつら (2022)（2022年 - 2024年、あたるの母） - 2シリーズ

### 劇場アニメ
1981年
- 宇宙戦士バルディオス（ローザ・アフロディア）
- 機動戦士ガンダム（マチルダ）
- 機動戦士ガンダムII 哀・戦士編（マチルダ）

1982年
- 1000年女王（雨森始）
- 伝説巨神イデオン 接触篇 THE IDEON; A CONTACT（カララ）
- 伝説巨神イデオン 発動篇 THE IDEON; Be INVOKED（カララ）
- 新・ど根性ガエル ど根性・夢枕（よしこ先生）

1983年
- パタリロ!スターダスト計画（ジュニア）

1985年
- アレイの鏡（大地めぐる）
- ゲゲゲの鬼太郎（鬼太郎）
- ルパン三世 バビロンの黄金伝説（サランダ）

1986年
- 強殖装甲ガイバー（ヴァルキュリア）
- ゲゲゲの鬼太郎 激突!!異次元妖怪の大反乱（鬼太郎）
- ゲゲゲの鬼太郎 最強妖怪軍団!日本上陸!!（鬼太郎）
- ゲゲゲの鬼太郎 妖怪大戦争（鬼太郎）
- 時空の旅人（アギノ・ジロ）

1987年
- ベルサイユのばら（オスカル・フランソワ・ド・ジャルジェ）
- バリバリ伝説（一ノ瀬美由紀）
- ほえろブンブン（ブンブン）

1989年
- 伊勢湾台風物語（西沢利夫）
- キキとララの青い鳥（キキ〈チルチル〉）
- それいけ!アンパンマン キラキラ星の涙（アンパンマン）
- 魔女の宅急便（おソノさん）

1990年
- 愛と剣のキャメロット まんが家マリナ タイムスリップ事件（響谷薫）
- 風の名はアムネジア（ソフィア）
- それいけ!アンパンマン ばいきんまんの逆襲（アンパンマン）

1991年
- それいけ!アンパンマン とべ! とべ! ちびごん（アンパンマン）
- それいけ!アンパンマン ドキンちゃんのドキドキカレンダー（アンパンマン）

1992年
- それいけ!アンパンマン つみき城のひみつ（アンパンマン）
- それいけ!アンパンマン アンパンマンとゆかいな仲間たち（アンパンマン）

1993年
- それいけ!アンパンマン 恐竜ノッシーの大冒険（アンパンマン）

1994年
- それいけ!アンパンマン リリカル☆マジカルまほうの学校（アンパンマン）
- それいけ!アンパンマン みんな集まれ! アンパンマンワールド（アンパンマン）

1995年
- それいけ!アンパンマン ゆうれい船をやっつけろ!!（アンパンマン）
- それいけ!アンパンマン アンパンマンとハッピーおたんじょう日（アンパンマン）

1996年
- それいけ!アンパンマン 空とぶ絵本とガラスの靴（アンパンマン）
- それいけ!アンパンマン ばいきんまんと3ばいパンチ（アンパンマン）

1997年
- それいけ!アンパンマン 虹のピラミッド（アンパンマン）
- それいけ!アンパンマン ぼくらはヒーロー（アンパンマン）

1998年
- 銀河鉄道999 エターナル・ファンタジー（機関車C62-48構成部品電子妖精カノン）
- それいけ!アンパンマン てのひらを太陽に（アンパンマン）
- それいけ!アンパンマン アンパンマンとおかしな仲間（アンパンマン）

1999年
- それいけ!アンパンマン 勇気の花がひらくとき（アンパンマン）
- それいけ!アンパンマン アンパンマンとたのしい仲間たち（アンパンマン）

2000年
- 風を見た少年（ルチア）
- 機動戦士ガンダム 特別版（マチルダ・アジャン）
- 機動戦士ガンダムII 哀・戦士編 特別版（マチルダ・アジャン）
- それいけ!アンパンマン 人魚姫のなみだ（アンパンマン）
- それいけ!アンパンマン やきそばパンマンとブラックサボテンマン（アンパンマン）

2001年
- 劇場版ポケットモンスター セレビィ 時を超えた遭遇（ユキナリ）
- それいけ!アンパンマン ゴミラの星（アンパンマン）
- それいけ!アンパンマン 怪傑ナガネギマンとやきそばパンマン（アンパンマン）

2002年
- それいけ!アンパンマン ロールとローラ うきぐも城のひみつ（アンパンマン）
- それいけ!アンパンマン 鉄火のマキちゃんと金のかまめしどん（アンパンマン）

2003年
- それいけ!アンパンマン ルビーの願い（アンパンマン）
- それいけ!アンパンマン 怪傑ナガネギマンとドレミ姫（アンパンマン）

2004年
- それいけ!アンパンマン 夢猫の国のニャニイ（アンパンマン）
- それいけ!アンパンマン つきことしらたま〜ときめきダンシング〜（アンパンマン）
- 名探偵コナン 銀翼の奇術師（牧樹里）

2005年
- それいけ!アンパンマン ハピーの大冒険（アンパンマン）
- それいけ!アンパンマン くろゆき姫とモテモテばいきんまん（アンパンマン）

2006年
- それいけ!アンパンマン いのちの星のドーリィ（アンパンマン）
- それいけ!アンパンマン コキンちゃんとあおいなみだ（アンパンマン）

2007年
- 宇宙エレベータ 〜科学者の夢みる未来〜（ヘディエ博士）
- クレヨンしんちゃん 嵐を呼ぶ 歌うケツだけ爆弾!（お駒夫人）※特別出演
- それいけ!アンパンマン シャボン玉のプルン（アンパンマン）
- それいけ!アンパンマン ホラーマンとホラ・ホラコ（アンパンマン）

2008年
- ゲゲゲまつりだ!!五大鬼太郎（三期鬼太郎）
- それいけ!アンパンマン 妖精リンリンのひみつ（アンパンマン）
- それいけ!アンパンマン ヒヤヒヤヒヤリコとばぶ・ばぶばいきんまん（アンパンマン）

2009年
- それいけ!アンパンマン だだんだんとふたごの星（アンパンマン）
- それいけ!アンパンマン ばいきんまんvsバイキンマン!?（アンパンマン）

2010年
- それいけ!アンパンマン ブラックノーズと魔法の歌（アンパンマン）
- それいけ!アンパンマン はしれ!わくわくアンパンマングランプリ（アンパンマン）

2011年
- それいけ!アンパンマン すくえ! ココリンと奇跡の星（アンパンマン）
- それいけ!アンパンマン うたって てあそび! アンパンマンともりのたから（アンパンマン）

2012年
- それいけ!アンパンマン よみがえれ バナナ島（アンパンマン）
- それいけ!アンパンマン リズムでてあそび アンパンマンとふしぎなパラソル（アンパンマン）
- やなせたかしシアター「アンパンマンが生まれた日」（アンパンマン）
- やなせたかしシアター「ハルのふえ」（パル）

2013年
- それいけ!アンパンマン とばせ! 希望のハンカチ（アンパンマン）
- それいけ!アンパンマン みんなでてあそび アンパンマンといたずらオバケ（アンパンマン）

2014年
- それいけ!アンパンマン りんごぼうやとみんなの願い（アンパンマン）
- それいけ!アンパンマン たのしくてあそび ママになったコキンちゃん!?（アンパンマン）

2015年
- それいけ!アンパンマン ミージャと魔法のランプ（アンパンマン）
- それいけ!アンパンマン リズムでうたおう! アンパンマン夏まつり（アンパンマン）

2016年
- それいけ!アンパンマン おもちゃの星のナンダとルンダ（アンパンマン）

2017年
- それいけ!アンパンマン ブルブルの宝探し大冒険!（アンパンマン）

2018年
- それいけ!アンパンマン かがやけ!クルンといのちの星（アンパンマン）

2019年
- 劇場版シティーハンター 〈新宿プライベート・アイズ〉（来生瞳、来生泪）
- コードギアス 復活のルルーシュ（シャムナ）
- それいけ!アンパンマン きらめけ!アイスの国のバニラ姫（アンパンマン）

2021年
- それいけ!アンパンマン ふわふわフワリーと雲の国（アンパンマン）

2022年
- それいけ!アンパンマン ドロリンとバケ〜るカーニバル（アンパンマン）

2023年
- それいけ!アンパンマン ロボリィとぽかぽかプレゼント（アンパンマン）
- 金の国 水の国（レオポルディーネ）
- 劇場版シティーハンター 天使の涙（来生瞳）

2024年
- それいけ!アンパンマン ばいきんまんとえほんのルルン（アンパンマン）
- きみの色（きみの祖母）

2025年
- それいけ!アンパンマン チャポンのヒーロー!（アンパンマン）
- 不思議の国でアリスと -Dive in Wonderland-（安曇野文子）

### OVA
1975年
- サンリオキャラクターアニメシリーズ「キキとララ」（キキ）

1984年
- BIRTH（アーリア）

1985年
- 軽井沢シンドローム（久遠寺紀子）
- 戦え!!イクサー1（イクサー2）
- バビ・ストック I 果てしなき標的（ケイト・リー・ジャクソン）
- 吸血鬼ハンターD（ダン）
- 夢次元ハンターファンドラ（レイミア）

1986年
- バビ・ストック II ザ・リベンジ・オブ アイズマン 愛の鼓動の彼方に（ケイト・リー・ジャクソン）
- バリバリ伝説（みゆき）

1987年
- 新歌舞伎町ストーリー 花のあすか組!（ひばり）
- ハイスクールAGENT（ニナ）
- 火の鳥 宇宙編（ナナ）
- 夢幻紳士（夢幻魔実也）
- 妖刀伝（綾之介・綾女）

1988年
- 機動戦士SDガンダム（マチルダ）
- 現世守護神 ぴーひょろ一家（きばっ太）

1989年
- Hi-SPEED JECY（ジェラ）
- 星猫フルハウス（エテルナ）

1990年
- 冒険!イクサー3（イクサー2）

1991年
- ウィザードリィ（シーラ）
- 創竜伝（1991年 - 1993年、レディL）
- Dr.タイフーン（由紀）

1992年
- 愛物語 9 LOVE STORIES
- OZ（1024）

1993年
- あなたが振り返るとき（亜子）

2002年
- それいけ!アンパンマン にんきものだいしゅうごう!キャラクターベスト15（アンパンマン）

### Webアニメ
- もったいないばあさん（2020年、もったいないばあさん）
- ルパン三世VSキャッツ・アイ（2023年、来生瞳[154]）

### ゲーム
1994年
- ショックウェーブ（ヴァージニア・スチュアート）
- ぽっぷるメイル（タット） - PCエンジン版

1995年
- 空想科学世界ガリバーボーイ（ニキータ） - PCエンジン、セガサターン版

1997年
- だいすき（ミョソディス・B・コジェドゥープ）

1998年
- SDガンダム GGENERATION（1998年 - 2016年、マチルダ・アジャン、エルフリーデ・シュルツ〈F〉） - 6作品

1999年
- サンリオスーパータイニーパーク（キキ）

2000年
- プレイステーション キッズステーション きかんしゃトーマスとなかまたち（トーマス）
- キッズステーション それいけ!アンパンマン（アンパンマン）
- 機動戦士ガンダム（マチルダ・アジャン）

2001年
- キッズステーション それいけ!アンパンマン2 アンパンマンとだいぼうけん!（アンパンマン）

2002年
- キッズステーション おしゃべりおえかき それいけ!アンパンマン（アンパンマン）
- キッズステーション おしゃべりおえかき きかんしゃトーマス（トーマス）
- キッズステーション それいけ!アンパンマン3 すごろくアンパンマン（アンパンマン）
- サンリオタイニーパーク（キキ）

2007年
- みんなのGOLF 5（ティアナ）

2008年
- クレヨンしんちゃん 嵐を呼ぶ シネマランド カチンコガチンコ大活劇!

2012年
- 機動戦士ガンダム オンライン（マチルダ）

2019年
- ガンダムネットワーク大戦（マチルダ・アジャン）

### 吹き替え

#### 担当女優
アニタ・ムイ
- 男たちの挽歌 III アゲイン/明日への誓い（キティ）※ソフト版
- 殺したい妻たちへ（アニタ）
- 酔拳2（リン）※ソフト版
- レッド・ブロンクス（エレーナ）※ソフト版

ジェイミー・リー・カーティス
- 大逆転（オフィーリア）※日本テレビ版、フジテレビ版（ソフト収録）
- トゥルーライズ（ヘレン・タスカー）※ソフト版
- マイ・ガール（シェリー）※テレビ朝日版
- マイ・ガール2（シェリー）※テレビ朝日版
- マザーズボーイ/危険な再会（ジュード）

シガニー・ウィーバー
- エイリアンシリーズ（エレン・リプリー）
  - エイリアン ※テレビ朝日版（日本語吹替完全版Blu-rayBOX収録）
  - エイリアン2 ※1989年日曜洋画劇場版（日本語吹替完全版Blu-rayBOX収録）
  - エイリアン3 ※テレビ朝日版
  - エイリアン4 ※フジテレビ版

- ポリティカル・アニマルズ（エレン・バレッシュ）

ジュリア・ロバーツ
- 愛の選択（ヒラリー・オニール）
- エリン・ブロコビッチ（エリン・ブロコビッチ）※テレビ朝日版
- 幸せの教室（メルセデス・テイノー）
- SMAP×SMAP（本人）
- ノッティングヒルの恋人（アナ・スコット）
- プリティ・ウーマン（ビビアン・ワード）※ソフト版
- プリティ・ブライド（マギー・カーペンター）※機内上映版
- フル・フロンタル（フランチェスカ・デイヴィス/キャサリン）
- ベスト・フレンズ・ウェディング（ジュリアン・ポーター）

ジョディ・フォスター
- アンナと王様（アンナ・レオノーウェンズ）※テレビ東京版
- エリジウム（ジェシカ・デラコート）
- 告発の行方（サラ・トバイアス）※テレビ朝日版
- コンタクト（エリナー・アロウェイ）※テレビ東京版
- ネル（ネル・ケルティ）
- 羊たちの沈黙（クラリス・スターリング）※テレビ朝日版
- フライトプラン（カイル・プラット）
- マーヴェリック（アナベル）※日本テレビ版

ジリアン・アンダーソン
- X-ファイル（ダナ・キャサリン・スカリー調査官）※テレビ朝日版
  - X-ファイル:ザ・ムービー ※テレビ朝日版
  - X-ファイル 2016
  - X-ファイル 2018
  - Audible版「X-ファイル: 未解決事件」「X-ファイル: 奪われた命」

- ザ・シンプソンズ（ダナ・スカリー）
- ファーストレディ（エレノア・ルーズベルト）
- マイ・ハート、マイ・ラブ（メレディス）

ニコール・キッドマン
- アザーズ（グレース）
- デイズ・オブ・サンダー（クレア・レビツキ）※TBS版
- マイ・ライフ（ゲイル・ジョーンズ）※ソフト版

#### 映画（吹き替え）
- アイ・アム・サム（リタ・ハリソン・ウィリアムズ〈ミシェル・ファイファー〉）※日本テレビ版
- 愛妻が遺した妻（エイミー〈リー・トンプソン〉）※NHK版
- アメリカン・グラフィティ（ローリー・ヘンダーソン〈シンディ・ウィリアムズ〉）※TBS版
- 刺青 BLUE TIGER（ジーナ〈ヴァージニア・マドセン〉）
- イングリッシュ・ペイシェント（キャサリン・クリフトン〈クリスティン・スコット・トーマス〉）※ソフト版
- インディ・ジョーンズ シリーズ（マリオン・レイヴンウッド〈カレン・アレン〉）
  - レイダース/失われたアーク《聖櫃》 ※日本テレビ版
  - インディ・ジョーンズと運命のダイヤル[161]
- ヴァンパイア・イン・ブルックリン（リタ〈アンジェラ・バセット〉）※ビデオ版
- ウェンディの見る夢は（ウェンディ〈ロザンナ・アークエット〉）
- エイリアン・コップ（ドリー・ケイソン〈ヒラリー・シュパード〉[162]）※テレビ朝日版
- エクソシスト 信じる者（リーガン・マクニール〈リンダ・ブレア〉）
- エターナルズ（エイジャック〈サルマ・ハエック〉[163]）
- おかしなおかしな石器人（タラ〈シェリー・ロング〉）
- ガーディアン/森は泣いている（カミラ）※ビデオ版
- 風と共に去りぬ（スカーレット・オハラ〈ヴィヴィアン・リー〉）※日本テレビ新録版
- 家族の肖像（リエッタ）
- カリブの熱い夜（ジェシー・ワイラー〈レイチェル・ウォード〉）※フジテレビ版
- カンフーキッド/大暴れ!!悪ガキ6人衆（アイリン）※日本テレビ版
- ガンヘッド（ニム〈ブレンダ・バーキ〉[164]）※TBS版
- 君がほほえむ瞬間（メアリー〈クリスティ・マクニコル〉）
- キャット・ピープル（アリーナ・エガナ〈ナスターシャ・キンスキー〉）※フジテレビ版
- 9か月（レベッカ・テイラー〈ジュリアン・ムーア〉）
- クリスマス黙示録（サラ・ダニエルズ〈ロリ・ペティ〉）
- クロコダイル・ダンディー（スー・チャールトン〈リンダ・コズラウスキー〉）※機内上映版[165]
- 刑事ジョン・ブック 目撃者（レイチェル・ラップ〈ケリー・マクギリス〉）※テレビ朝日版
- ゲッタウェイ（キャロル・マッコイ〈キム・ベイシンガー〉）※テレビ朝日版
- ゴールデン・ガイ（ヨン〈シルヴィア・チャン〉）
- 恋人たちの予感（サリー・オルブライト〈メグ・ライアン〉）※JAL版
- コナン・ザ・グレート（ヴァレリア〈サンダール・バーグマン〉）※テレビ朝日版
- コララインとボタンの魔女（ママ/ボタンの魔女〈テリー・ハッチャー〉）
- サイコ2（メアリー・ルーミス〈メグ・ティリー〉）
- サウンド・オブ・ミュージック（エルザ男爵夫人〈エリノア・パーカー〉）※テレビ東京版
- ザ・スタンド（レイ・クレイン博士〈ロレイン・ブラッコ〉）
- 殺人鬼（ローリー・ケスラー〈リサ・アイルバッハー〉）
- ザ・フラッシュ2/超音速のSFヒーローに謎の怪人が逆襲（ロックハート〈ジョイス・ハイザー〉）※テレビ朝日版
- シャザム!〜神々の怒り〜（へスペラ〈ヘレン・ミレン〉[166]）
- ショーガール（クリスタル・コナーズ〈ジーナ・ガーション〉）
- 13日の金曜日 PART3（ヴェラ〈キャスリン・パークス〉）
- 少林寺2（三鳳）※日本テレビ版
- シルクウッド（カレン・シルクウッド〈メリル・ストリープ〉）※NHK版
- スーパーマン（ラナ・ラング〈ダイアン・シェリー〉）※テレビ朝日旧録版
- スカーフェイス（エルヴィラ・ハンコック〈ミシェル・ファイファー〉）※テレビ朝日版
- スズメバチ（エミーヌ・ラボリ）※テレビ東京版
- ステッピング・アウト（メイヴィス〈ライザ・ミネリ〉）
- ストリート・オブ・ファイヤー（マッコイ〈エイミー・マディガン〉）※フジテレビ版
- ストレンジャー（サラ・テイラー〈レベッカ・デモーネイ〉）
- スピード（アニー〈サンドラ・ブロック〉[167]）※ソフト版
- スピード2（アニー〈サンドラ・ブロック〉）※ソフト版
- スノーホワイト（ジョゼフィーヌ〈ヴェラ・ファーミガ〉）※NHK版
- スラップ・ショット（リリー・ブレイデン〈リンゼイ・クローズ〉）※フジテレビ版
- 西太后（西太后〈リウ・シャオチン〉）※TBS版
- 0086笑いの番号（情報部員22号）
- 続ラブ・バッグ（ニコル・ハリス〈ステファニー・パワーズ〉）
- ダーク・アベンジャー/暗闇からの復讐者（レイ〈マギー・ハン〉）
- ダーティハリー3（ケイト・ムーア〈タイン・デイリー〉）
- ターミネーターシリーズ（サラ・コナー〈リンダ・ハミルトン〉）
  - ターミネーター ※テレビ朝日版（日本語吹替完全版コレクターズブルーレイボックス収録）
  - ターミネーター2 ※機内上映版[168]
  - ターミネーター:ニュー・フェイト[168]
- 007 ユア・アイズ・オンリー（メリナ・ハブロック〈キャロル・ブーケ〉）※TBS版
- 誰かがあなたを愛してる（ジェニファー〈チェリー・チェン〉）
- チャイニーズ・ウォリアーズ（ミンミン・フー〈ミシェル・ヨー〉）※ビデオ版
- テラコッタ・ウォリア 秦俑（冬兒/朱莉莉/山口靖子〈コン・リー〉）
- トータル・リコール（メリーナ〈レイチェル・ティコティン〉）※ソフト版
- 12モンキーズ（キャサリン・ライリー博士〈マデリーン・ストウ〉）※ソフト版
- トゥルーナイト（グィネヴィア〈ジュリア・オーモンド〉）
- トランスアメリカ（ブリー〈フェリシティ・ハフマン〉）
- トワイライトゾーン/超次元の体験（ヘレン〈キャスリーン・クインラン〉）
- ナイター殺人事件/戦慄のスタジアム（ロキシー〈カレン・ヤング〉）
- ニキータ（ニキータ〈アンヌ・パリロー〉）※日本テレビ版
- 二重告訴（リサ・バーンズ〈レイチェル・ウォード〉）
- ネバーエンディング・ストーリー（アトレーユ〈ノア・ハザウェイ〉）※ソフト版
- ネバーセイ・ネバーアゲイン（ドミノ〈キム・ベイシンガー〉）※機内版
- NOセックス、NOライフ!（レベッカ〈ジュリアン・ムーア〉）
- ハード・トゥ・キル（アンディー・スチュアート〈ケリー・ルブロック〉）
- ハートブルー（タイラー〈ロリ・ペティ〉）※日本テレビ版
- ハイジ（ロッテンマイヤー夫人〈ジェラルディン・チャップリン〉）
- バック・トゥ・ザ・フューチャー PART3（クララ・クレイトン〈メアリー・スティーンバージェン〉[169]）※BSジャパン版
- バットマン & ロビン Mr.フリーズの逆襲（ポイズン・アイビー〈ユマ・サーマン〉）※ソフト版
- バトルトラック（コーリー）
- 張り込み（マリア〈マデリーン・ストウ〉）※フジテレビ版
- ビートルジュース ビートルジュース（デリア・ディーツ〈キャサリン・オハラ〉[170]）
- ピアノ・レッスン（エイダ・マクグラス〈ホリー・ハンター〉）
- 美女と野獣（悪い魔女、ナレーション）
- ファイナルファンタジー（アキ・ロス〈ミン・ナ〉）
- 復讐のビッグガン（サビーヌ刑事〈フィオナ・ジェラン〉）
- 不思議の国のアリス（アリス〈フィオナ・フラートン〉）※ビデオ版
- フットルース（エリエル・ムーア〈ロリ・シンガー〉）※フジテレビ版
- ブラインド・フューリー（アニー・ウィンチェスター〈リサ・ブロント〉）
- ブラックウォーター（キャシー）
- フラッシュダンス（アレックス・オーウェンズ〈ジェニファー・ビールス〉）
- フラバー（サラ・ジェーン・レイノルズ学長〈マーシャ・ゲイ・ハーデン〉）
- フリージャック（ジュリー・レドランド〈レネ・ルッソ〉）
- プリティ・リーグ（メイ・モーダヒート〈マドンナ〉）※日本テレビ版
- ブレードランナー（レイチェル〈ショーン・ヤング〉）※TBS版
- プレデター2（レオナ・キャントレル〈マリア・コンチータ・アロンゾ〉）※ソフト版
- プロジェクトA（パール）
- ペギー・スーの結婚（ペギー・スー・ケルチャー〈キャスリーン・ターナー〉）
- ヘルナイト（メイ〈ジェニー・ニューマン〉）
- ホーム・アローン3（カレン・プルイット〈ハヴィランド・モリス〉[171]）※日本テレビ版
- ボクの彼女は地球人（ヴァレリー〈ジーナ・デイヴィス〉)
- BODY/ボディ（レベッカ・カールソン〈マドンナ〉）※ビデオ版
- ボニー&クライド（ボニー・パーカー〈トレイシー・ニーダム〉）
- マイケル（ドロシー・ウィンタース〈アンディ・マクダウェル〉）
- マスターズ/超空の覇者（ティーラ）※テレビ東京版
- 摩天楼ブルース（マーシャ・バーンステイン〈テレサ・サルダナ〉）
- マトリックスシリーズ（トリニティ〈キャリー＝アン・モス〉）※フジテレビ版
  - マトリックス
  - マトリックス リローデッド
  - マトリックス レボリューションズ
- 真夜中の記憶（キャサリン・アレクサンダー・ダグラス〈ジェーン・シーモア〉）
- マルコムX（ベティ・シャバズ〈アンジェラ・バセット〉）
- ミスターフロスト（サラ・デイ〈キャシー・ベイカー〉）
- ミッドナイトヒート（ジュリー〈ダフネ・アッシュブルック〉）※テレビ東京版
- 未来世紀ブラジル（ジル・レイトン〈キム・グライスト〉）※テレビ朝日版（BD収録）
- ムーンライト&ヴァレンチノ（レベッカ・ロット〈エリザベス・パーキンス〉）
- もう子守歌はいらない（フィービー・ライアン〈ローラ・リニー〉）
- ゆりかごを揺らす手（ペイトン〈レベッカ・デモーネイ〉）※ソフト版
- 夜霧のマンハッタン（ローラ・J・ケリー〈デブラ・ウィンガー〉）※テレビ東京版
- ラストエンペラー（川島芳子〈マギー・ハン〉）
- ラスト・オブ・モヒカン（コーラ〈マデリーン・ストウ〉）※ビデオ版
- ランダム・ハーツ（ケイ・チャンドラー〈クリスティン・スコット・トーマス〉）※日本テレビ版
- ルートヴィヒ（ゾフィー）※関西テレビ版（BD収録）
- レーシング・ストライプス（クララ・ダルリンプル）※ソフト版
- レジェンド・オブ・ヒーロー ロブ・ロイ（メアリー〈ジェシカ・ラング〉）
- レッドソニア（レッド・ソニア〈ブリジット・ニールセン〉）
- 鷲は舞いおりた（モリー〈ジェニー・アガター〉）
- 私がウォシャウスキー（V・I・ウォシャウスキー〈キャスリーン・ターナー〉）

#### ドラマ
- アイ・ラブ・ルーシー（ルーシー・リカード〈ルシル・ボール〉）※DVD版
- 悪魔の手ざわり #14（アーニャ）
- アメリカン・ヒーロー（パム・デビッドソン〈コニー・セレッカ〉）
- ウルトラマンパワード（テレサ・ベック隊員〈サンドラ・ギィバード〉）
- 華麗な刑事デンプシー&メイクピース（ハリー・メイクピース〈グリニス・バーバー〉）
- キャシーのbig C いま私にできること（キャシー〈ローラ・リニー〉[172]）
- 刑事ハンター（ディー・ディー・マッコール刑事〈ステファニー・クレイマー〉）
- こちらブルームーン探偵社 シーズン4（テリー・ノウルズ〈ブルック・アダムス〉）
- ジェシカおばさんの事件簿 #1（イブ・クリスタル〈メリッサ・スー・アンダーソン〉）
- 私立探偵マグナム シーズン1 #17（ディガー）
- 新スタートレック #51（ヌリア）
- スティーブン・キングのランゴリアーズ（ローレル・スティーヴンソン〈パトリシア・ウェティグ〉）※ビデオ版
- 地上最強の美女たち! チャーリーズ・エンジェル（ジュリー・ロジャース〈タニア・ロバーツ〉）
  - シーズン2 #3（ヘレン・ロビンソン）
- 超音速攻撃ヘリ エアーウルフ（ケイトリン・オシャネシー）
- 特捜刑事マイアミ・バイス シーズン2 #7（マリー・サンサリコ）
- 特攻野郎Aチーム
  - シーズン2 #8（シャーナ・メイヤー）
  - シーズン3 #16（カマラ）
- ファミリータイズ シーズン3 #19（ロビン・グリーン）
- フリッパー2（ジェニファー）
- マーダーズ・イン・ビルディング（ジャン〈エイミー・ライアン〉[173]）
- マイ・ビッグ・ファット・ライフ!（ニア〈ニア・ヴァルダロス〉）
- ミス・マープル「スリーピング・マーダー」（グエンダ・リード）
- 名探偵ポワロ「マースドン荘の惨劇」（スーザン・マルトラバース）
- UFO時代のときめき飛行 アメリカン・ヒーロー（パム・デビッドソン〈コニー・セレッカ〉）

#### アニメ
- アーリーマン 〜ダグと仲間のキックオフ!〜（フィファ女王[174]）
- カーズシリーズ（サリー・カレラ）
  - カーズ
  - カーズ2
  - カーズトゥーン ラジエーター・スプリングスの仲間たち
  - カーズ/クロスロード
- 子鹿物語（フォダウィング）
- コララインとボタンの魔女 3D（メル・ジョーンズ）
- ストリングス〜愛と絆の旅路〜（アイケ）
- スヌーピーとチャーリーブラウン（シュローダー）
- トイ・ストーリーシリーズ（ボー・ピープ）
  - トイ・ストーリー
  - トイ・ストーリー2
  - トイ・ストーリー4[175]
  - ボー・ピープはどこに?
- バットマン（ベロニカ・ビーランド〈初代〉）
- バルト（ジュナ）
- ファン・アンド・ファンシーフリー（ナレーション、ハープ〈歌〉）
- わんわん物語（ダーリング・ディア）※1989年再公開版、ソフト版

#### 人形劇
- きかんしゃトーマス（トーマス）※第1シリーズ - 第8シリーズ
  - きかんしゃトーマス 魔法の線路（トーマス、リリーのお母さん）

### バラエティ・情報番組
- 8時だョ!全員集合（TBS、1974年5月4日）、あゆ朱美として
- 笑って!笑って!!60分 (TBS)
- せんみつ・湯原のドット30! (TBS)
- 600 こちら情報部（NHK総合）レポーター
- いま裸にしたい男たち 三谷幸喜〜40歳★究極のコメディ（2001年12月24日、NHK総合）ナレーター
- 特命リサーチ200X II（2002年 - 2004年、日本テレビ）吉田真弓
- 世界ふれあい街歩き（2006年、NHK総合）アムステルダム編ナレーター
- 感動!オレごはん（東海テレビ）ナレーター
- 明石家さんちゃんねる (TBS) ナレーター（冒頭に出演）
- 地球創世ミステリー マザー・プラネット〜奇跡の島・ガラパゴス -命の遺産-（2008年3月17日、TBS）ナレーター
- 世界まる見え!テレビ特捜部（2008年7月7日、日本テレビ）アンパンマンの声
- Beポンキッキ（BSフジ）「とべ BB!」にて声の出演:BB役
- 世界・ふしぎ発見! (TBS) 不定期出演
- ブラタモリ第1〜3シリーズ（NHK総合）ナレーション
- 幸せの黄色い仔犬（2009年4月 - 2013年9月、中京テレビ）司会
- PON!（日本テレビ）アンパンマンの声
- ヒルナンデス（日本テレビ）アンパンマンの声
- スタジオパークからこんにちは（2014年4月 - 2017年3月、NHK総合）日替わり司会の1人
- 名古屋ほじくりバラエティ ザキロバケイコ（2014年10月 - 2016年3月、メ〜テレ）
- 徳光&所のスポーツえらい人グランプリ（日本テレビ）アンパンマンの声
- ZIP!（日本テレビ）アンパンマンの声

### 人形劇
- 連続人形活劇 新・三銃士（2009年、NHK教育テレビ）ミレディー役 他
- シャーロック ホームズ (人形劇)（2014年 - 2015年、NHK総合テレビ）イザドラ・クライン 役 他

### ラジオ
- 朱美の青春みぎひだり（東海ラジオ）※あゆ朱美時代に担当[176]。
- パック・イン・ミュージック『金曜パック』（TBSラジオ）※ゲスト・野沢那智入院時の代理
- 走れ!歌謡曲（文化放送）
- 三菱電機Presents 戸田恵子 オトナクオリティ（2015年10月 - 2022年9月、ニッポン放送）
- NACK5 FRIDAY SPECIAL（NACK5）※『キリン一番搾り One More Pint!』の代替番組として2週間担当。
- サカエチカが好きだがね！ 〜名古屋で50年愛されるワケ〜（2019年5月25日、東海ラジオ）[177]
- 朗読「戸田恵子が読む、梯久美子『やなせたかしの生涯』」（2025年6月7日 - 28日、NHKラジオ第1） - 全4回で朗読[178][179]

### ラジオドラマ
- ステレオ紀行 『パチャカマに落ちる陽』（1982年3月7日、NHK-FM）※水島裕と共演
- アドベンチャーロード『成層圏ファイター』（1988年10月3日 - 14日、NHK-FM）
- FMシアター『妊娠カレンダー』（1991年1月20日、NHK-FM）
- ファンタジーワールド　角川ドラマルネッサンス『八つ墓村』（1996年7月15日 - 11月11日、TBSラジオ） - 森美也子 役
- 青春アドベンチャー『着陸拒否』（1998年3月30日 - 4月10日、NHK-FM） - シェリー 役[180]
- FMシアター『ダイニングテーブル』（1999年12月18日、NHK-FM） - 鈴木七海 役[181]
- 特集オーディオドラマ 『ドラマ 古事記』三部作（NHK-FM） - 稗田阿礼 役
  - 『ドラマ 古事記 〜神代篇〜』（2005年11月3日）[182]
  - 『ドラマ 古事記 〜まほろば篇〜』（2006年11月18日・25日）[183]
  - 『ドラマ 古事記 〜愛憎篇〜』（2007年11月17日・24日）[184]
- 青春アドベンチャー『クリスマス・キャロル』（2013年12月16日 - 20日、NHK-FM）[185]
- アートドラマ・美女と巨匠 〜ヒッチコックを愛した女〜（2014年8月24日、NHKラジオ第1）[186]
- 百田夏菜子とラジオドラマのせかい（2021年2月2日 - 23日、ニッポン放送） - 2月度マンスリーゲスト[187]
- 笑福亭鶴瓶 日曜日のそれ『ラクゴドラマ 文七元結』（2024年9月1日、ニッポン放送） - 吉原佐野槌の女将・お駒 役[188]

### その他コンテンツ
- 音楽・夢コレクション（NHK総合）
- JR四国2000系気動車 - アンパンマン列車仕様の車内放送。
- 少年の夢 千葉県の産業と経済の歴史（千葉県立現代産業科学館の展示ビデオ）ナレーション
- ソードワールド いにしえの巨人伝説 序章（マティアラ）CDドラマ
- 日本テレビ系列の各番組（アンパンマンの声）[注 6]
- 富士急ハイランド内施設トーマスランドアトラクション「ガタゴトだいぼうけん！」（トーマスの声）[注 7]
- ディズニー・オン・アイス（ボー・ピープの声）
- 東京ディズニーシー スペシャルイベント『ピクサー・プレイタイム』（ボー・ピープの声）
- プラレール（おしゃべりトーマス、もっとおしゃべりトーマスの声）
- トミカトーマス サウンドマップ クランキーの港（トーマスの声）
- 劇団飛行船「ピノッキオ」（ピノッキオの声）

## ディスコグラフィ

### あゆ朱美名義

#### シングル
※ すべてビクターレコードより発売。
| 発売日        | 規格品番 | 面 | タイトル         | 備考                                       |
| ------------- | -------- | -- | ---------------- | ------------------------------------------ |
| 1974年2月25日 | SV-1174  | A  | ギターをひいてよ | オリコン最高位85位、売上0.5万枚            |
| 1974年2月25日 | SV-1174  | B  | 花は知らない     |                                            |
| 1974年9月     | SV-1195  | A  | 街あかり         |                                            |
| 1974年9月     | SV-1195  | B  | 涙の季節         |                                            |
| 1975年4月     | SV-1221  | A  | 十七のえれじい   |                                            |
| 1975年4月     | SV-1221  | B  | この一年         |                                            |
| 1976年11月    | SV-6109  | A  | ひとり占い       | 元はグレープの楽曲。作詞・作曲：さだまさし |
| 1976年11月    | SV-6109  | B  | 19才             |                                            |

### 戸田恵子名義

#### シングル
| 発売日                           | 規格           | 規格品番       | 面             | タイトル                                 | 備考                                                   |
| キングレコード                   | キングレコード | キングレコード | キングレコード | キングレコード                           | キングレコード                                         |
| -------------------------------- | -------------- | -------------- | -------------- | ---------------------------------------- | ------------------------------------------------------ |
| 1979年12月5日                    | EP             | TV(H)65        | A              | シャアが来る（歌：堀光一路）             | 『機動戦士ガンダム』挿入歌                             |
| 1979年12月5日                    | EP             | TV(H)65        | B              | きらめきのララァ                         |                                                        |
| 1980年5月21日                    | EP             | GK-7503        | A              | 復活のイデオン（歌：たいらいさお）       | 『伝説巨神イデオン』エンディングテーマ                 |
| 1980年5月21日                    | EP             | GK-7503        | B              | コスモスに君と                           |                                                        |
| 1980年12月21日                   | EP             | K06S-3012      | A              | いまはおやすみ                           | 『機動戦士ガンダム』挿入歌                             |
| 1980年12月21日                   | EP             | K06S-3012      | B              | 永遠にアムロ                             |                                                        |
| 1981年12月5日                    | EP             | K07S-255       | A              | 思い出ブルー・ドリーム                   | 劇場版『宇宙戦士バルディオス』挿入歌                   |
| 1981年12月5日                    | EP             | K07S-255       | B              | 女いのち歌                               |                                                        |
| キャニオンレコード               |                |                |                |                                          |                                                        |
| 1981年8月25日                    | EP             | CX-67          | A              | あしたになれば                           | 『家族ロビンソン漂流記 ふしぎな島のフローネ』挿入歌    |
| 1981年8月25日                    | EP             | CX-67          | B              | 風と唄おう（歌：古谷徹）                 |                                                        |
| 1983年9月21日                    | EP             | 6G-0034        | A              | ハロー・トゥモロー                       | 『子鹿物語』主題歌                                     |
| 1983年9月21日                    | EP             | 6G-0034        | B              | 空から星が降りてくる（歌：高梨雅樹）     |                                                        |
| 徳間ジャパンコミュニケーションズ |                |                |                |                                          |                                                        |
| 1986年6月25日                    | EP             | 7AGS-8         | A              | 鬼太郎音頭                               | 劇場版『ゲゲゲの鬼太郎 最強妖怪軍団!日本上陸!!』挿入歌 |
| 1986年6月25日                    | EP             | 7AGS-8         | B              | オ・ト・メ・チックな恋（歌：色川京子）   |                                                        |
| 日本クラウン                     |                |                |                |                                          |                                                        |
| 1990年11月10日                   | 8cmCD          | CRDN-40        | 1              | ゴハンをいっぱい食べたなら               | 「アンパンマンふりかけ」CMソング                       |
| 1990年11月10日                   | 8cmCD          | CRDN-40        | 2              | フシギな計算の唄 PART.II（歌：遠藤賢司） |                                                        |
| ビクターレコード                 |                |                |                |                                          |                                                        |
| 2007年12月19日                   | CD             | VICL-36385     | 1              | 強がり                                   |                                                        |
| 2007年12月19日                   | CD             | VICL-36385     | 2              | CAT'S EYE                                |                                                        |
| 2007年12月19日                   | CD             | VICL-36385     | 3              | V.I.P                                    |                                                        |
| 2008年4月23日                    | CD             | VICL-36410     | 1              | 昆虫ニンジャ                             | NHK「みんなのうた」                                    |
| 2008年4月23日                    | CD             | VICL-36410     | 2              | 昆虫ニンジャ（オリジナルカラオケ）       |                                                        |
| 2008年10月15日                   | CD             | VICL-36462     | 1              | 泣き唄                                   |                                                        |
| 2008年10月15日                   | CD             | VICL-36462     | 2              | Again～and again～                       |                                                        |

#### アルバム
| 発売日        | レーベル         | 規格 | 規格品番   | アルバム |
| ------------- | ---------------- | ---- | ---------- | --- |
| 1981年        | キングレコード   | LP   | K25A-218   | ソフトドリンク／Soft Drinks Side:A 1. SHAKE! 2. 甘い罠 3. 恋はパンドラ 4. 1プラス1で 5. レッド・アイ」 Side:B 1. 回転とびら 2. ハイヌーンはハイボール 3. カフェ・ド・ラ・ペ 4. ミス パンプキンパイ 5. 24才 迷いびと |
| 1982年        | キングレコード   | LP   | K25A-362   | Lookin' for Love Side:A 1. LOVE ME AGAIN 2. TWENTY-FIVE 3. FALL IN LOVE TONIGHT 4. LOVELY NIGHT 5. SEXY WIND Side:B 1. Johnny Angel 2. I will follow him 3. Where the boys are 4. Happy biryhday, Sweet Sixteen 5. Un Buco Nella Sabbia |
| 1983年        | キングレコード   | LP   | K25A-438   | Naturally Side:A 1. OVERTURE〜序曲〜 2. FADE IN〜溶明〜 3. RUN THROUGH〜通し稽古〜 4. STAND IN〜代役〜 5. AD-LIB〜即興の台詞〜 Side:B 1. さよならだけは嫌い 2. 黄昏はシネマのように 3. 雨のように泣いて 4. それはそれ 5. 5分だけのとまどい」 |
| 1984年        | キングレコード   | LP   | K28A-643   | Tenderly Side:A 1. STAY 2. Femme dans ma vie 3. あの日のままの微笑で 4. Pay Some Attention To Me 5. 別れのセレクション Side:B 1. ガラスのエレベーター 2. PRETENDER 3. キャロライン 4. HELLO 5. We Could Have It All」 |
| 2007年9月5日  | ビクターレコード | CD   | VICL-62477 | Actress 1. V.I.P 2. ひとり占い（あゆ朱美） 3. のっこのわがままブギ 4. 女友達（高橋真梨子） 5. ささやかなジュゲーム 6. 声のおまもりください(BEGIN) 7. 強がり 8. 里の秋（童謡） 9. V.I.P the Tribal Mix 10. コスモスに君と |
| 2011年6月8日  | キングレコード   | CD   | KICS-1654  | Perfect Best 1. 恋はパンドラ 2. 1プラス1で 3. 回転とびら 4. ハイヌーンはハイボール 5. LOVE ME AGAIN 6. TWENTY-FIVE 7. LOVELY NIGHT 8. SEXY WIND 9. RUN THROUGH〜通し稽古〜 10. STAND IN〜代役〜 11. さよならだけは嫌い 12. それはそれ 13. 別れのセレクション 14. 男なんていい気なもの 15. 思い出ブルー・ドリーム 16. きらめきのララァ 17. いまはおやすみ（セリフ入り） 18. コスモスに君と |
| 2012年9月12日 | キングレコード   | CD   | KICS-1823  | Route 55 1. 家へおいでよ（江利チエミ） 2. LOVER THE SEA 3. 眠れない夜の窓辺で 4. Dancin' on the earth 5. 世界一のママ 6. Go! Go! Rock'n'Roll |

### その他
- あゆ朱美名義での歌謡曲歌手デビュー以前にも、「ちびっこのどじまん」出場者によるコンパクト盤（日本コロムビア、CPS-58、1969年）で「砂浜の一人ぼっち」（作詞：中山千夏、作曲：藤家虹二、編曲：江草啓介）を歌唱している（戸田恵子名義）。
- 声優バンド スラップ・スティックのアルバム「Take me to boathouse ／ボートハウスへ連れてって」にゲストとして出演し、2曲でボーカルを披露している。
- 燃えろ！鬼太郎 - ゲゲゲの鬼太郎 テーマ曲集「燃えろ！鬼太郎」
- 勇気のルンダ - 『それいけ!アンパンマン』 ベストヒット、それいけ!アンパンマン キャラクターソングコレクション
- アンパンマン絵かき歌 - それいけ！アンパンマンより
- なんのために飛ぶ - それいけ！アンパンマンより
- 希望のハンカチ - それいけ！アンパンマンより
- 渡りに舟 - 千本のっこ名義、ラヂオの時間より
- 夢幻恋唄〜夢幻紳士のテーマ〜 - 夢幻紳士より
- 明日の明星 - 新竹取物語1000年女王より
- 星空のイリュージョン - 特装機兵ドルバックより
- ROLLING DEVIL - 戦え!!イクサー1 ACT-II イクサーΣの挑戦より
- 笑かして（2025年2月14日、デジタル配信） - 舞台『星屑の町』スピンオフ企画作品。ラサール石井とのデュエット。キティ＆イッちゃん名義[189]

## CM
- 明星食品「チャルメラ」（1999年 - 2000年）
- 小林製薬（2000年 - 2014年）
- 日興証券（2000年 - 2001年）
- アリコジャパン（2004年 - 2006年）
- ブルボン
  - カカオパワー（2006年）
  - プチシリーズ（2007年 - 2008年）
  - 酢てきスタイル（2009年）
  - ボイセンベリースパークリングZERO（2010年）
- キリンビール
  - 白麒麟（2006年）
  - 一番搾り 生ビール（2022年・2024年）[190]
- カウネット（2007年）
- 明治安田生命保険（2008年 - 2010年）
- 味の素「Cook Do」（2010年 - 2011年）
- 日本ケンタッキー・フライド・チキン「旨塩生姜チキン」（2012年）
- カネボウ化粧品「コフレドールグラン」（2013年 - 2017年）
- 三菱電機（2014年6月 - 2022年9月） - 杏、若林正恭と共演
- 大王製紙
  - ナチュラ（2014年 - 2015年）
  - アテント（2015年 - 2018年）
- 日本和装ホールディングス「無料きもの着付教室」（2015年）
- みずほ銀行「ビンゴ5」（2018年）- 鬼太郎の声[191]
- イーベイ・ジャパン「Qoo10」（2019年 - 2020年）
- リブドゥコーポレーション「リフレ 超うす安心パッド」（2021年 - ）
- サントリー食品インターナショナル「BOSS」（2021年 - 2022年）[192]
- グラクソ・スミスクライン「ポリデント」（2022年 - ）

## その他
- サンリオキャラクター「リトルツインスターズ」（キキ）

## 著書
- 私のコーヒータイム（1982年4月、アニメ文庫：朝日ソノラマ）
- ちゃきちゃき / ChakiChaki（1999年4月、学陽書房）、回想・エッセー
- アンパンマンになりたい私 笑顔の達人になる（1994年9月、法風雅書房）
- アンパンマンVSアンパンマン（2000年9月、フレーベル館）原作者やなせたかしとの共著
- 戸田恵子の非公式なごやめし入門『おいしなつかしなごやのおはなし』（2015年、ぴあ）